# Анжони (замък)
Замъкът Анжони (на фр. Château d'Anjony) се намира в село Турнмир в департамента Кантал във Франция. От 15 век е притежаван от Луи д`Анжони, един от сподвижниците на Жана д'Арк, който получава от Шарл VII задача да охранява планинските околности в района. Историята на замъка е особено бурна през 15 и 16 в., когато става арена на разразилото се съперничество между рода Анжони и съседните феодали Турнмир.
Вътрешността на замъка е богато декорирана със забележителни фрески от 16 век и обзаведена в стилове от различни епохи.
Замъкът все още се обитава от същата фамилия още от създаването му и е отворен за посещения в определени дни.